# Monti Kurama
I monti Kurama (in uzbeco Qurama tizmasi; in tagico Қурама, Ķurama; in russo Курами́нский хребет, Kuraminskij chrebet) sono una catena montuosa del Tien Shan occidentale che si estende a sud-ovest della catena dei monti Chatkal, lungo il confine tra l'Uzbekistan e il Tagikistan, tra la regione di Tashkent e la regione tagica di Suƣd.
l monti Kurama limitano la valle di Fergana a nord-ovest. Hanno una lunghezza di circa 170 km, per 20 di larghezza, e raggiungono l'altezza massima di 3769 m con il monte Boboiob, che si trova nel distretto tagico di Asht (40°51′N 70°21′E). I Kurama sono lo spartiacque tra il fiume Ohangaron, a nord, e il Syr Darya a sud.

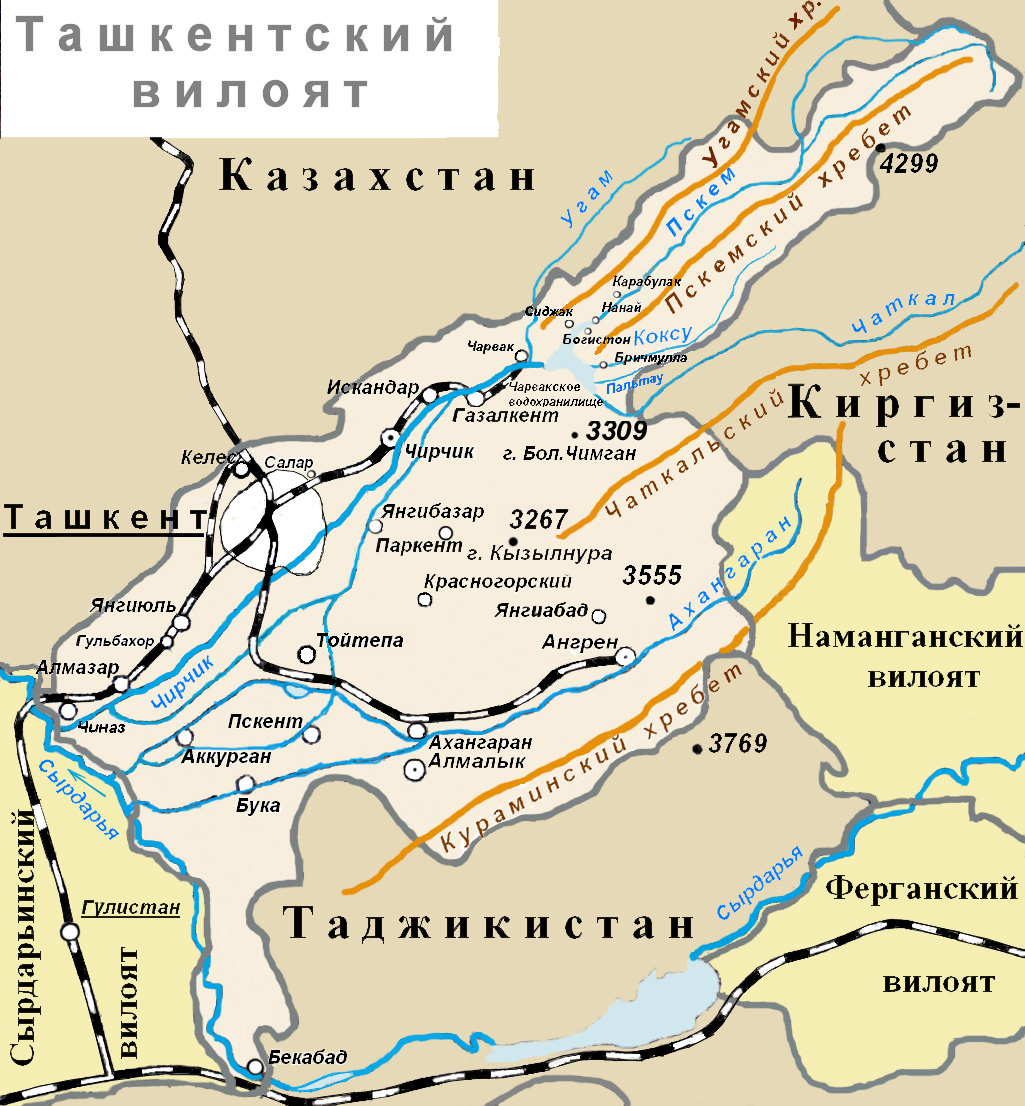